# Championnats d'Europe d'aviron 1972
Navigation
Édition précédente Édition suivante
Les championnats d'Europe d'aviron 1972, soixante-quatrième édition des championnats d'Europe d'aviron, ont lieu le 13 août 1972 à Brandebourg-sur-la-Havel, en Allemagne.

## Palmarès

### Femmes
| Épreuves                          | Or | Or            | Argent | Argent        | Bronze | Bronze        |
| --------------------------------- | --- | ------------- | --- | ------------- | --- | ------------- |
| Skiff W1x                         | Pays-Bas Ingrid Munneke-Dusseldorp | 3 min 59 s 02 | France Annick Anthoine | 4 min 01 s 78 | Allemagne de l'Est Anita Kuhlke | 4 min 05 s 25 |
| Deux de couple W2x                | Union soviétique Galina Suslina Elena Kondrashina | 3 min 42 s 42 | Pays-Bas Geertruida Bauer Catharina van Akkeren | 3 min 44 s 08 | France Marie-Claire Barnier Renée Camu | 3 min 44 s 18 |
| Quatre de couple avec barreur W4x | Roumanie Teodora Boicu Maria Micșa Ileana Nemet Mărioara Singiorzan Maria Ghiata (Barr.)                                                                              | 3 min 31 s 82 | Union soviétique Vera Fyodoreva Ada Timofeyeva Raissa Karatayeva Vera Nikolskaya Lyudmila Arsakovskaya (Barr.)                                                  | 3 min 32 s 68 | Allemagne de l'Ouest Ute Meyer Marlies Meyer Marlies Schätze Karola Kleinschmidt Renate Grünke (Barr.)                                                        | 3 min 36 s 70 |
| Quatre avec barreur W4+           | Union soviétique Nina Bistrova Evdokia Riabova Nina Abramova Nina Filatova Zoia Mironova (Barr.)                                                                      | 3 min 41 s 32 | Allemagne de l'Est Renate Schlenzig Sabine Dähne Angelika Noack Rosel Nitsche Gudrun Apelt (Barr.)                                                              | 3 min 44 s 69 | Pays-Bas Liesbeth de Bruin Pauline Luynenburg Myriam Steenman Yvonne Jacobi Yvonne Vischschraper (Barr.)                                                      | 3 min 46 s 50 |
| Huit W8+                          | Union soviétique Elena Morozova Tatiana Petrova Zoia Sitnikova Elena Shvachko Anna Pasokha Nadejda Bondareva Valentina Kulikova Anna Kuleshova Lidiya Krylova (Barr.) | 3 min 18 s 53 | Roumanie Ecaterina Trancioveanu Viorica Lincaru Elena Horvat Cristel Wiener Florica Petcu Elena Gawluk Marioara Constantin Georgeta Alexe Aneta Sieburg (Barr.) | 3 min 20 s 67 | Allemagne de l'Est Ute Bahr Maria Notbohm Susanne Spitzer Marita Jaschke Sabine Schulz Monika Mittenzwei Regine Forkel Irmhild Schulz Christine Rösch (Barr.) | 3 min 21 s 17 |